# Inderøy Gårdsbryggeri
Inderøy Gårdsbryggeri blev grundlagt 13. marts 2007 af Per Morten Kvam og Steinar Kvam i Inderøy amt i Nord-Trøndelag. Det har brygget siden 1. december 2007
Alt øllet er upasteurisert og indeholder derfor levende gær. Det giver en lang holdbarhed og et fyldigere øl. Der tilsættes ikke kulsyre, al kulsyren i øllet produceres af eftergæringen som sker i flasken.

## Øltyper
Bryggeriet lager følgende øltyper, som kan købes i nogen få butikker, og som alle er af typen real ale, en sjældenhed i moderne norsk ølbrygning[kilde mangler]:
- Ankerøl: 4.5%, Porter
- Barsk: 4.5%, India Pale Ale
- Farmannsøl: 4.5%, Outmeal Stout
- Gårdsøl: 4.5%, økologisk øl inspireret af Tysk Pils
- Hommeløl: v, English Special Bitter
- Kvamsholmer: 4.5%, Kölsch
- Kvitweiss: 4.5%, Weissbier
- Soddøl: 4.5%, English Pale Ale
- Nisseøl: 4.5%, Dunkel

## Links
- Officiel side
- Inderøy Gårdsbryggeri på RateBeer.com